# Numerieke integratie
Numerieke integratie is in de numerieke wiskunde de berekening van de numerieke waarde als benadering van een integraal. Hiertoe neemt men zijn toevlucht omdat veel integralen zich niet laten uitdrukken in elementaire functies. Een veel gebruikte methode is de integraal te benaderen als gewogen som van een aantal functiewaarden:
{\displaystyle \int _{a}^{b}f(x){\rm {d}}x\approx \sum _{k=1}^{n}w_{k}f(x_{k}),}
waarin de zogeheten steunpunten {\displaystyle x_{1},\ldots ,x_{n}} punten in het interval [a,b] zijn en {\displaystyle w_{1},\ldots ,w_{n}} bijbehorende gewichtsfactoren. Door de manier waarop deze punten en de gewichtsfactoren gekozen worden, ontstaan verschillende benaderingsmethoden.
De belangrijkste klasse vormen de formules van Newton-Cotes, die met equidistante afstanden werken. Een relatief eenvoudig geval is de trapeziumregel, die de integraal op elk deelinterval benadert door de oppervlakte van de trapeze met als schuine zijde de koorde tussen de punten op de grafiek van de functie in de eindpunten van het deelinterval. De regel van Simpson geeft een betere benadering, waarbij in plaats van de koorde uit de trapeziumregel een parabolische aanpassing aan de grafiek doet. Theoretisch zijn de formules van 4e en 6e orde nog beter, maar deze zijn in praktijk moeilijk toe te passen.
Een hogere algebraïsche nauwkeurigheid geeft de kwadratuurformule van Gauss, die gebruikmaakt van een polynoombenadering van de functie.
In praktijk wordt de regel van Simpson het meest toegepast en de kwadratuurformule van Gauss minder.
Een speciale integraal is de fouriertransformatie; daarvoor bestaat een speciaal algoritme, de zogenaamde Fast Fourier transform (FFT).
- Gemeinsame Normdatei: 4172168-8
- Library of Congress Control Number: sh85093246
- Bibliotheek van het Japanse parlement: 00571772